# Three Lakes, Wisconsin
Three Lakes är en ort i Oneida County i delstaten Wisconsin, USA.